# Либерти (Тексас)
Либерти (енгл. Liberty) град је у америчкој савезној држави Тексас. По попису становништва из 2010. у њему је живело 8.397 становника.

## Демографија
Према попису становништва из 2010. у граду је живело 8.397 становника, што је 364 (4,5%) становника више него 2000. године.
| Група             | 2000.         | 2010.         |
| Белци             | 5.655 (70,4%) | 5.155 (61,4%) |
| Афроамериканци    | 1.053 (13,1%) | 1.119 (13,3%) |
| Азијати           | 55 (0,7%)     | 53 (0,6%)     |
| Хиспаноамериканци | 1.191 (14,8%) | 1.949 (23,2%) |
| Укупно            | 8.033         | 8.397         |